# Barbula orizabensis
Barbula orizabensis är en bladmossart som beskrevs av C. Müller 1876. Barbula orizabensis ingår i släktet neonmossor, och familjen Pottiaceae. Inga underarter finns listade i Catalogue of Life.